# Средњошколски мјузикл: Мјузикл: Серија
Средњошколски мјузикл: Мјузикл: Серија (енгл. High School Musical: The Musical: The Series) је америчка псеудодокументарно-хумористичка мјузикл-драмска стриминг телевизијска серија коју је створио за Disney+ Тим Федерле, инспирисана филмском серијом Средњошколски мјузикл. Серију продуцирају Chorus Boy и Salty Pictures у асоцијацији са каналом Disney Channel, са Оливером Голдстиком као шоуранером за прве четири епизоде. Наследио га је Федерле као шоуранер за остатак серије.
Постављена у измишљеној верзији школе Ист хај, у школи где је снимљен оригинални филм, серија прати групу ентузијаста тинејџерског позоришта који учествују у инсценацији школске представеСредњошколски мјузикл: Мјузикл. Главне улоге тумаче Оливија Родриго, Џошуа Басет, Мет Корнет, Софија Вајли, Лери Саперштајн, Џулија Лестер, Дара Рене, Френки Родригез, Марк Сејнт Сајр и Кејт Рејндерс.
Премијера серије Средњошколски мјузикл: Мјузикл: Серија је била 8. новембра 2019. на каналима Disney Channel, ABC и Freeform као преглед серије, пре покретања 12. новембра на стриминг услузи Disney+. Прва сезона се састоји од 10 епизода. У октобру 2019, пре почетка емитовања серије, Disney+ је обновио серију за другу сезону.
Серија је добила позитиван пријем, са критичарима који су похвалили перформансе глумачке екипе. Освојила је 2020. GLAAD Media Award за најбољи дечји и породични програм.

## Радња
У измишњеној верзији средње школе Ист хај у Солт Лејк Ситију, где су снимљени филмови Средњошколски мјузикл, бивша чланица глумачке екипе, госпођица Џен, почиње да ради као нова професорка драме. Професорка одлучује да направи представу Средњошколски мјузикл: Мјузикл за своју прву зимску позоришну продукцију како би прославили афирмацију школе са оригиналним филмом. Ученици у мјузиклу уче да се сналазе у својим међуљудским односима и стварају међусобне везе како би превазишли изазове са којима се суочавају у свом животу у школи и кући.
У другој сезони, ученици у позоришту школе Ист хај праве продукцију за мјузикл Лепотица и звер за пролећни мјузикл.

## Улоге
| Глумац          | Улога                |
| --------------- | -------------------- |
| Оливија Родриго | Нини Салазар-Робертс |
| Џошуа Басет     | Рики Боуен           |
| Мет Корнет      | И Џеј Кесвел         |
| Софија Вајл     | Џина Портер          |
| Лери Саперштајн | Велики Црвени        |
| Џулија Лестер   | Ешлин Кесвел         |
| Дара Рене       | Кортни               |
| Френки Родригез | Карлос Родригез      |
| Марк Сејнт Сајр | г. Бенџамин Мацара   |
| Кејт Рејндерс   | гђица. Џен           |

## Епизоде
| Сезона | Сезона    | Епизоде | Епизоде | Оригинално емитовање | Оригинално емитовање |
| Сезона | Сезона    | Епизоде | Епизоде | Премијера            | Финале               |
| ------ | --------- | ------- | ------- | -------------------- | -------------------- |
|        | 1.        | 10      | 10      | 8. новембар 2019.    | 10. јануар 2020.     |
|        | Специјали | 2       | 2       | 14. децембар 2019.   | 11. децембар 2020.   |
|        | 2.        | 12      | 12      | 14. мај 2021.        | 30. јул 2021.        |